# 그물무늬기린
그물무늬기린 또는 소말리아기린(Giraffa reticulata)은 기린과의 포유동물이다. 소말리아와 에티오피아 남부 그리고 케냐 북부의 토착종이다. 야생에서 살고 있는 개체수를 약 8,660마리로 추산하고 있다. 그물무늬기린은 포획 상태 또는 야생에서 다른 종의 개체군과 접촉할 때, 다른 기린 종들과 이종교배가 가능하다.
기린의 아종 중 가장 작으며 키 수컷 3.66∼4.57m, 암컷 4.27m, 몸무게 수컷 770∼1903kg, 암컷 544∼1133kg이다. 다리는 길고 앞다리가 뒷다리보다 약간 더 길다. 말그대로 무늬가 그물무늬 고 몸은 흰색의 좁은 테두리로 둘러싸인 다각형이 온몸을 덮고 있다. 이 다각형은 황갈색에서 짙은 갈색을 띠며 마치 그물을 보는 듯하다. 자랄수록 몸빛깔은 더 짙어진다.한때는 집단적으로 북부기린(Giraffa camelopardalis)의 아종으로 간주했지만, 2007년과 2016년의 연구를 통해 재구성된 기린속에 속하는 별도의 종들의 하나로 인식되고 있다.
다 자란 기린의 천척은 사자, 나일악어 다. 그러나 새끼 기린의 천척은 사자, 치타, 표범, 하이에나, 아프리카들개, 나일악어 다.
동물원에 있는 기린은 대부분 그물무늬기린이라고 알려져 있으나, 한국 동물원의 기린은 사실 대부분 교잡 기린이라고 해도 과언이 아니다(잘 보면 마사이기린의 무늬가 섞여 있는 걸 알 수 있다.).

## 사진

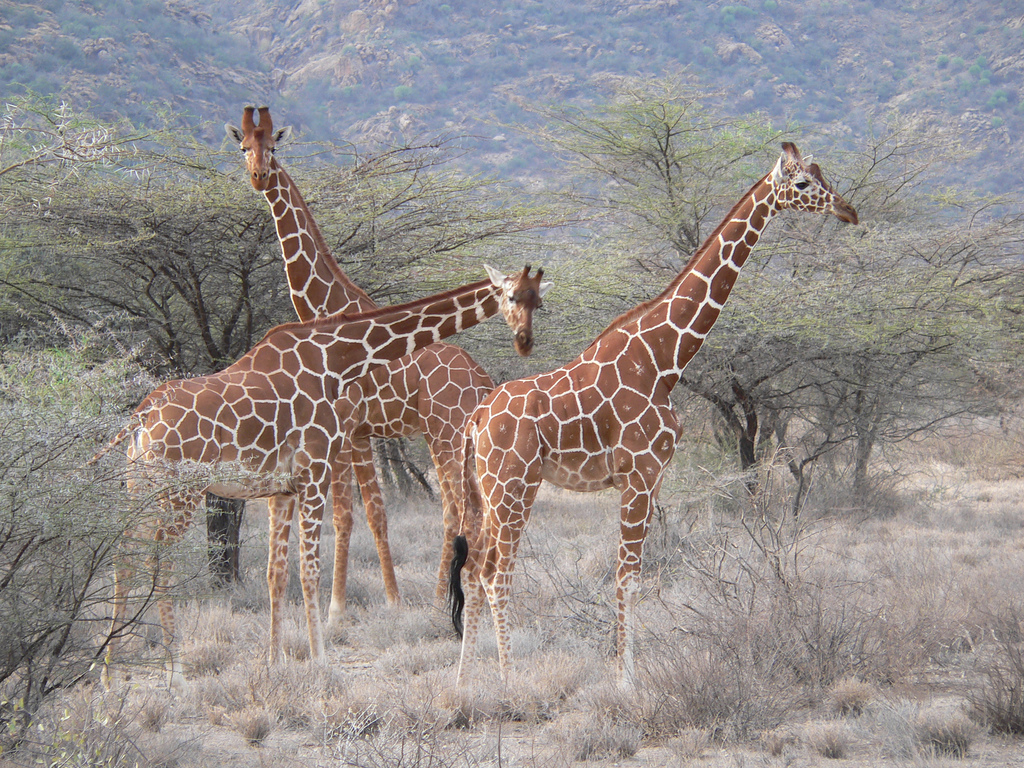